# Fenoughil
Fenoughil (in caratteri arabi: فنوغيل) è una città dell'Algeria, capoluogo dell'omonimo distretto, nella provincia di Adrar.